# Un poquito de por favor: manual para sobrevivir en una comunidad de vecinos
Un poquito de por favor: manual para sobrevivir en una comunidad de vecinos es un libro basado en la serie de televisión española de Antena 3 Aquí no hay quien viva. En el libro el portero del inmueble, Emilio, nos da las claves para sobrevivir en una comunidad de vecinos. Durante la narración aparecerán otros personajes como Juan Cuesta, Lucía Álvarez o Mauricio Hidalgo hasta que se incluyan a todos.
La escritora del libro fue Mafo Plata, quien lo redactó buscando situaciones que fuesen similares a las que ocurrían en la serie, siendo asesorada al principio de la redacción por Alberto Caballero, director, guionista y creador de la serie. Este último valoró positivamente el libro afirman que es "un libro ingenioso y bien estructurado. Además refleja el éxito de la serie en un formato no audiovisual que quedará para el recuerdo".
El libro incluye además entrevistas a los actores de la serie. Se habló de la posibilidad de hacer un segundo libro inspirado en la serie cuando esta finalizara, pero nunca se publicó.